# 셸리 마시
셸리 마시(Shelley Marsh)는 《사우스 파크》에 나오는 가상의 캐릭터이고, 랜디와 샤론 마시 부부의 딸이자, 스탠 마시의 누나기도 하다. 또한 그녀는 마빈 마시의 손녀이기도 하다. 셸리의 목소리는 메리 케이 버그만이 하였으나, 그녀가 죽고난 뒤에 그녀의 목소리는 모나 마쉘과, 엘리자 슈나이더가 연기했다.

## 생김새
셸리는 흰 셔츠에다가 분홍 바지를 입고 있다. 그녀에게는 다른 사람과 얼굴이 다른데, 그건 그녀의 치열 교정기구 때문이다. 그녀는 특별하게 편도선이 부은 것 같은 소리를 낸다. 그리고 그녀는 긴 밤색 머리가 있고, 보통 화난 얼굴을 하고 있다.

## 짜증
셸리는 다소 폭력적이고, 침착이 매우 짧고, 보통 스탠을 매우 괴롭힌다. 특별히 "An Elephant Makes Love to a Pig" 에피소드에서 셸리는 스탠을 집어들어서 마루바닥이나, 찬장에다가 던져버린다. 그리고 다른 이유로 그녀는 그녀 몸무게의 3배 이상나가는 피아노를 들어서, 그의 동생에게 던지게 된다. 그녀는 가끔씩 동생의 검은눈을 갖고 싶어한다. 그러나, 스탠이 부모님에게 누나보고 괴롭히지 말아달라고 할때마다, 부모님들은 스탠을 믿어주지 않는다. 이 행동은 아마도 잠정적으로 그녀의 초라한 외관에서 비롯된 낮은 자부심때문인것 같다. 셸리는 또한 매우 폭력적인데, 그 이유로 그녀의 남자친구가 셸리가 너무 폭력적이라서 그녀를 차버렸기 때문에 어찌해야할 희망이 없기 때문이다. 만약 그녀가 덜 폭력적이었다면, 그녀의 남자친구는 계속 그녀의 곁에 머무르게 될 것이다.

## 관계
"Cat Orgy" 에피소드에서, 셸리는 22살 먹고 자기 밴드가 있는 스카일러라는 친구와 데이트를 한다. 스카일러는 셸리와 성관계를 맺길 원하지만, 결국에는 그녀와 헤어지게 된다. 셸리는 그에게 화가나서 그가 돌보던 카트먼과 짜고 복수를 하게 된다. 카트먼은 그가 가장 아끼는 기타를 부숴버리게 된다. 스카일러는 화가나서 다시 오게 되지만, 카트먼은 고양이 먹이를 스카일러에게 던지게 되고, 고양이들은 카트먼의 고양이를 따라서 그에게 돌진하게 되고, 그는 두려움에 도망치게 된다.

## 취미
셸리의 취미 중에 하나는 텔레비전을 보는 것이다. 그녀가 제일 좋아하는 프로그램은 《버피와 뱀파이어》와 《프렌즈》이다. 그녀는 또 러셀 크로의 팬이기도 한데, 그러나 그녀가 제일 좋아하는 오락거리는 스탠을 괴롭히는 것이다. 셸리는 또한 브리트니 스피어스의 음반을 즐겨 듣는다.

## 셸리가 특출하게 나온 에피소드
- An Elephant Makes Love to a Pig - 셸리는 스탠을 괴롭히게 되고(심지어 복제 스탠까지 던지게 된다), 여기서 특별하게 그가 학교에서 검은 눈으로 변하게 된다.
- Cat Orgy - 셸리는 유성우 파티에 간 카트먼 엄마 대신에 카트먼을 돌보게 된다.
- The New Terrance and Phillip Movie Trailer - 셸리는 애들이 새로나오는 테렌스와 필립 영화 트레일러를 보는것을 막는다.
- Pre-School - 유치원때 클라리지 선생님께 끔찍한 사고를 안겨준 클라리지 선생님을 불태운 누명으로 트랜트 보옛이 잡혀들어가게 되고, 트랜트 보옛은 그들에게 진실을 말하라고 하고, 그들을 고문하러 간다. 애들은 셸리에게 자신들의 안전을 지켜달라고 요청하게 된다.
- Mr. Hankey's Christmas Classics - 셸리는 I Saw Three Ships을 부르는데, 그녀가 노래를 부를 때 뒤에서 방해한 스탠과 카일에게 피아노를 던진다.